# Herbert Brüninghaus
Herbert Brüninghaus (11 de outubro de 1910 - 13 de abril de 1987) foi um comandante de U-Boot que serviu na Kriegsmarine durante a Segunda Guerra Mundial.